# ضرئم رمحي
ضرئم رمحي (الاسم العلمي: Vepris lanceolata)، شجرة كبيرة دائمة الخضرة من الضرئم وفصيلة السذابية، موطنها جنوب إفريقيا.